# عبد المجيد عباس الحيدري
السيد عبد المجيد عباس الحيدري هو قانوني وسياسي عراقي، ولد في مدينة قلعة سكر في محافظة ذي قار عام 1911.
أكمل دراسته الابتدائية في مدرسة قلعة سكر الابتدائية، ثم دخل دار المعلمين الابتدائية ببغداد. وبعد أن تخرج منها التحق بالبعثة التعليمية لوزارة المعارف التربية فسافر إلى فلسطين، حيث التحق بالكلية الاسكوتلندية في صفد ثم دخل مدرسة برناما الإنجليزية في لبنان ثم التحق بالجامعة الأمريكية في بيروت ومن ثم درس في جامعة شيكاغو، ونال شهادات البكالوريوس في العلوم السياسية ثم ماجستير في القانون الدولي العام ودكتوراه فلسفة في العلاقات الدولية عام 1939.
عمل معلما في مدرسة تطبيقات دار المعلمين الابتدائية وأستاذا في كلية الحقوق العراقية وأستاذا محاضرا في دار المعلمين العالية والكلية العسكرية وكلية الأركان وكلية الشرطة وأستاذا للحقوق في جامعات عربية وأمريكية مختلفة.
كان عضوا مؤسسا في حزب الاتحاد الدستوري الذي اجيز في 24 تشرين الثاني 1949 بزعامة نوري السعيد. انتخب عضوا في مجلس النواب للدورة الانتخابية الثالثة عشرة من 24 كانون الثاني 1953 إلى 28 نيسان 1954، وكذلك الدورة الانتخابية الرابعة عشرة التي امتدت من 9 حزيران 1954 إلى 3 اب 1954.
وكان وزير المواصلات في وزارة محمد فاضل الجمالي لكن وزير الزراعة عبد الغني الدلي خلفه في الثانية. كما عين وزيرا للزراعة في وزارة أرشد العمري الثانية عام 1954، وقد عد مستقيلا من حزب الاتحاد الدستوري بسبب عدم حصوله على موافقة الحزب على الاشتراك في هذه الوزارة.
عين بمنصب مندوب العراق والاتحاد الهاشمي الدائم لدى الأمم المتحدة قبيل ثورة 14 تموز 1958 ووصل نيويورك يوم 14 تموز 1958 لاستلام منصبه، لكن مجلس الوزراء العراقي أصدر بيانا في 16 تموز 1958 أقاله من منصبه وعين الدكتور هاشم جواد بدلا منه.
توفي في الولايات المتحدة عام 1968 نتيجة سكتة قلبية.
كان متزوجا من ميمنة الحاج إحسان عسيران، وهي شقيقة ميسون إحسان والدة الدكتور إياد علاوي، وهي لبنانية.

## مؤلفاته
شارك في تأليف سلسلة من كتب مدرسية للمدارس الابتدائية والمدارس المتوسطة بعنوان:
- الواجبات المدنية
- الواجبات الوطنية

كما ألف كتب مثل:
- أصول القانون
- القانون الدولي العام

ونشر كراسا عن ميثاق سان فرانسيسكو ونظام المحكمة الدولية، ونشرت له مجلة عالم الغد مجموعة محاضرات في كراس عنوانه «القومية والدمقراطية والاشتراكية». كما ترجم كتابا مدرسيا في علم الاجتماع عنوانه «المجتمع» للأستاذ مكفاير أستاذ علم الاجتماع في جامعة كولومبيا.

## روابط خارجية
- رسالة الإعفاء من منصب مندوب العراق والاتحاد الهاشمي الدائم لدى الأمم المتحدة
- صورته للبيع